# Anagnota major
Anagnota major is een vliegensoort uit de familie van de Anthomyzidae. De wetenschappelijke naam van de soort is voor het eerst geldig gepubliceerd in 1993 door Rohacek & Freidberg.